# بن 10 (مسلسل 2005)
بن 10 (بالإنجليزية: Ben 10)‏ مسلسل رسوم متحركة أمريكي من تأليف فريق مان أوف اكشن وإنتاج كرتون نتورك ستوديوز تم عرضه لأول مرة على قناة كرتون نتورك في 27 ديسمبر 2005 وانتهى في 18 فبراير 2008 بمجموع 04 مواسم و52 حلقة، تدور قصته عن صبي يكتشف جهازا شبيها بالساعة يلتصق بمعصمه يتيح له التحول إلى عشرة مخلوقات فضائية. وفي 2008 انتج مسلسل بن 10: إلين فورس وبعد ذلك بن 10: إلتميت إلين في 2010، كتب أغنية السلسلة الأولى من قبل فرق «اندي» وقام بتأديتها «موكسي». يبث حاليا جميع أجزائه.
عرض في الوطن العربي لأول مرة في 23 يوليو 2008 على قناة سبيستون ثم إنتقل إلى كرتون نتورك بالعربية في 10 أكتوبر 2010 يوم إفتتاحها ثم عرض لمدة عام واحد على إم بي سي 3 في 21 ديسمبر 2010 ثم عرض لأخر مرة على قناة أجيال في 4 يناير 2014
تتحدث القصة عن بن تينيسون ( الإسم الكامل : بنجيمين كوربي تينيسون ) طفل عادي في العاشرة من عمره إلى أن يجد جهازًا يدعى الأومنيتريكس، وهو جهاز قوي يشبه الساعة يسمح له بالتحول إلى عشرة أبطال فضائيين مختلفين ,و بهذا يمضي صيفه في محاربة الأشرار سواءًا من كوكب الأرض أو خارجه .

## العرض العربي
في العالم العربي تمت دبلجة المسلسل من قبل مركز الزهرة وتم عرضه لأول مرة وحصريا على قناة سبيس تون في عام 2008 وبعد ذالك في عام 2010 اشترت قناة كرتون نتورك بالعربية وإم بي سي ثري حقوق الدبلجة من سبيستون وتم عرضه على كلا القناتين، واخر قناة عرضته هي قناة اجيال

### أجزاء بن 10 الأخرى
اما الاجزاء من بن 10 وهم (بن 10 إلين فورس، بن 10 ألتيميت إلين، بن 10 أومنيفورس - بن 10 ريبوت) تمت دبلجتهم من طرف استديو إيمدج برودكشن هاوس بإستثناء بن تن ريبوت الذي دبلج في مصرية ميديا وتم عرضهم على قناة كرتون نتورك بالعربية

## الأصوات العربية

### نسخةمركز الزهرة
- هزار الحرك - بن تنيسون
- سمر كوكش - غوين تنيسون
- مأمون الرفاعي - ماكس تنيسون
- يحيى الكفري - دكتور أنيمو، ستينكفلاي
- محمد مصطفى - هيتبلاست
- محمد خير أبو حسون - فور أرمز
- زياد الرفاعي - كيفن ليفن
- رأفت بازو
- فاطمة سعد - هوب
- محمد خرماشو - فليكاس

## طاقم العمل

### النسخة العربية
- الإعداد: منصور أحمد مقدار
- المراجعة: د.شفيق بيطار، عماد عكر
- الندقيق اللغوي: رمضان أيوب
- الترجمة: جالا مارديني
- الصوت: إيهاب حداقي
- المكساج: منار السمكري
- المونتاج: سامر أبو حمد
- التترات: محمد القزة
- كلمات الشارة: إيمان الأمير
- غناء: رشا رزق، إيمان الأمير
- تنفيذ موسيقا الشارة: إبراهيم سليماني
- تسجيل الشارة: سامر أبو عسلي
- إدارة الإنتاج: رضوان حجازي
- المتابعة المالية: محمد حسان مهنا، عبد القادر نبهان
- .WARNER BROS
- إنتاج وتوزيع: YOUNG FUTURE (ماهر الحاج ويس)
- تنفيذ الدوبلاج: مركز الزهرة
- Free Zone
- Damascus
- Tel:2126025
- Fax:2134317
- الإشراف الفني: لويس أبو عسلي

## وصلات خارجية
- بن 10 على موقع IMDb (الإنجليزية)
- بن 10 على موقع ميتاكريتيك (الإنجليزية)
- بن 10 على موقع روتن توميتوز (الإنجليزية)
- بن 10 على موقع نتفليكس (الإنجليزية)
- بن 10 على موقع كينوبويسك (الروسية)
- بن 10 على موقع ألو سيني (الفرنسية)
- بن 10 على موقع قاعدة بيانات الفيلم (الإنجليزية)
- الموقع الرسمي